# Thomas Galdames
Thomas Ignacio Galdames Millán (Santiago del Cile, 20 novembre 1998) è un calciatore cileno, difensore del Kryl'ja Sovetov Samara.

## Biografia
Anche suo padre Pablo è stato un calciatore professionista, così come i suoi fratelli Pablo Jr. e Benjamín.

## Carriera

### Club
Cresciuto nel settore giovanile dell'Unión Española, esordisce in prima squadra il 21 settembre 2016 disputando l'incontro di Copa Chile vinto per 1-2 contro l'O'Higgins.
Tra il 2023 ed il 2024 ha giocato nella prima divisione argentina con la maglia del Godoy Cruz.

### Nazionale
Nel 2024 ha esordito in nazionale, venendo anche convocato per la Coppa America.

## Statistiche

### Presenze e reti nei club
Statistiche aggiornate al 26 settembre 2022.
| Stagione        | Squadra         | Campionato      | Campionato | Campionato | Coppe nazionali | Coppe nazionali | Coppe nazionali | Coppe continentali | Coppe continentali | Coppe continentali | Altre coppe | Altre coppe | Altre coppe | Totale | Totale |
| Stagione        | Squadra         | Comp            | Pres       | Reti       | Comp            | Pres            | Reti            | Comp               | Pres               | Reti               | Comp        | Pres        | Reti        | Pres   | Reti   |
| --------------- | --------------- | --------------- | ---------- | ---------- | --------------- | --------------- | --------------- | ------------------ | ------------------ | ------------------ | ----------- | ----------- | ----------- | ------ | ------ |
| 2016            | Unión Española  | PD              | 0          | 0          | CC              | 1               | 0               |                    | -                  | -                  |             | -           | -           | 1      | 0      |
| 2017            | Unión Española  | PD              | 0          | 0          | CC              | 0               | 0               |                    | -                  | -                  |             | -           | -           | 0      | 0      |
| 2018            | Unión Española  | PD              | 9          | 0          | CC              | 0               | 0               | CS                 | 0                  | 0                  |             | -           | -           | 9      | 0      |
| 2019            | Unión Española  | PD              | 9          | 0          | CC              | 2               | 1               | CS                 | 1                  | 0                  |             | -           | -           | 12     | 1      |
| 2020            | Unión Española  | PD              | 25         | 1          | CC              | 0               | 0               |                    | -                  | -                  |             | -           | -           | 25     | 1      |
| 2021            | Unión Española  | PD              | 21         | 2          | CC              | 7               | 2               | CL                 | 2                  | 0                  |             | -           | -           | 30     | 4      |
| 2022            | Unión Española  | PD              | 15         | 0          | CC              | 5               | 0               | CS                 | 2                  | 0                  |             | -           | -           | 21     | 0      |
| Totale carriera | Totale carriera | Totale carriera | 79         | 3          |                 | 15              | 3               |                    | 5                  | 0                  |             | -           | -           | 98     | 6      |